# Jordan Bos
Jordan Bos (Melbourne, 29 de octubre de 2002) es un futbolista australiano que juega en la demarcación de lateral izquierdo para el Feyenoord de la Eredivisie.

## Selección nacional
Hizo su debut con la selección de fútbol de Australia el 9 de junio de 2019 en un partido amistoso contra Ecuador que finalizó con un resultado de 1-2 a favor del combinado ecuatoriano tras el gol de Brandon Borrello para Australia, y de Pervis Estupiñán y Willian Pacho para Ecuador.

## Clubes
| Club                    | País         | Año       | Partidos | Goles |
| ----------------------- | ------------ | --------- | -------- | ----- |
| Melbourne City FC Youth | Australia    | 2018-2023 | 37       | 2     |
| Melbourne City F. C.    | Australia    | 2021-2023 | 41       | 3     |
| KVC Westerlo            | Bélgica      | 2023-2025 | 46       | 7     |
| Feyenoord               | Países Bajos | 2025-     |          |       |